# Pretinha
Delma Gonçalves (nacida el 19 de mayo de 1975), generalmente conocida como Pretinha, es una jugadora de fútbol profesional brasileña que juega de delantera para el Icheon Daekyo en la WK League de Corea del Sur. Miembro de la selección brasileña desde 1991, jugó para clubes en Brasil, los Estados Unidos y Japón antes de irse a Corea del Sur en 2009.
Con la selección brasileña, Pretinha ha participado en cuatro Copas Mundiales; en China (1991), Suecia (1995), Estados Unidos (1999), y China (2007). También ha jugado en cuatro Olimpiadas; en Atlanta (1996), Sídney (2000), Atenas (2004) y Beijing (2008). Ganó medallas de plata en 2004 y 2008.

## Carrera en clubes
De niña, Pretinha había jugado al fútbol con sus hermanos en las calles de Rio. Se unió a su primer club, el Mendanha Futebol Clube, a la edad de 14 años. Después de ser convocada a la selección brasileña, firmó para el CR Vasco da Gama. En la época del Mundial 1999 en los Estados Unidos, Pretinha ganaba alrededor de $3,400 por mes en su contrato con Vasco.
Cuándo la WUSA empezó en 2001, Pretinha y su compatriota Roseli fueron elegidas por Washington Freedom en el primer draft. Pretinha anotó el único gol en el primer partido en la historia de la liga; un penal durante el segundo tiempo contra las Bay Area CyberRays. Con cuatro goles en sus primeros cinco juegos Pretinha lideró la tabla de goleadores durante el principio de la temporada, finalizando la campaña con cinco goles, habiendo jugado los 21 partidos. Al final de la temporada Washington transfirió a Pretinha al CyberRays.
Durante su primera temporada con su nuevo club en 2002, el entrenador Ian Sawyers le asignó a Pretinha un rol en el mediocampo. En junio de 2003 anotó dos veces contra Washington Freedom, rescatando un empte para las CyberRays contra su exclub. Goleadora del equipo, Pretinha se perdió el final de la campaña 2003 de los CyberRays después de desgarrarse el ligamento cruzado anterior de la rodilla derecha durante un amistoso internacional entre Brasil y los Estados Unidos en julio de 2003.
Con el derrumbamiento de WUSA y la carencia de estructura en el fútbol de las mujeres brasileñas, Pretinha quedó sin club mientras se recuperaba de su lesión. Juego en los Juegos Olímpicos de Atenas como agente libre, uniéndose luego al equipo de la L. League japonesa INAC Kobe Leonessa en 2005.

## Carrera internacional
Cuando la selección nacional de Brasil se preparaba para el Mundial inaugural de 1991, jugaron un partido de preparación contra un combinado de la Liga Desportiva de Nueva Iguazú (LDNI), donde jugaba Pretinha con 16 años. Brasil ganó fácilmente, pero Pretinha sobresalió al punto que fue convocada al plantel para el Mundial. El viaje en avión a Guangdong en China fue la primera vez que salió del estado de Rio.
La lesión de rodilla que sufrió Pretinha en julio de 2003 la dejó afuera del equipo de Brasil para el Mundial 2003.